# Quyền có mức sống đầy đủ

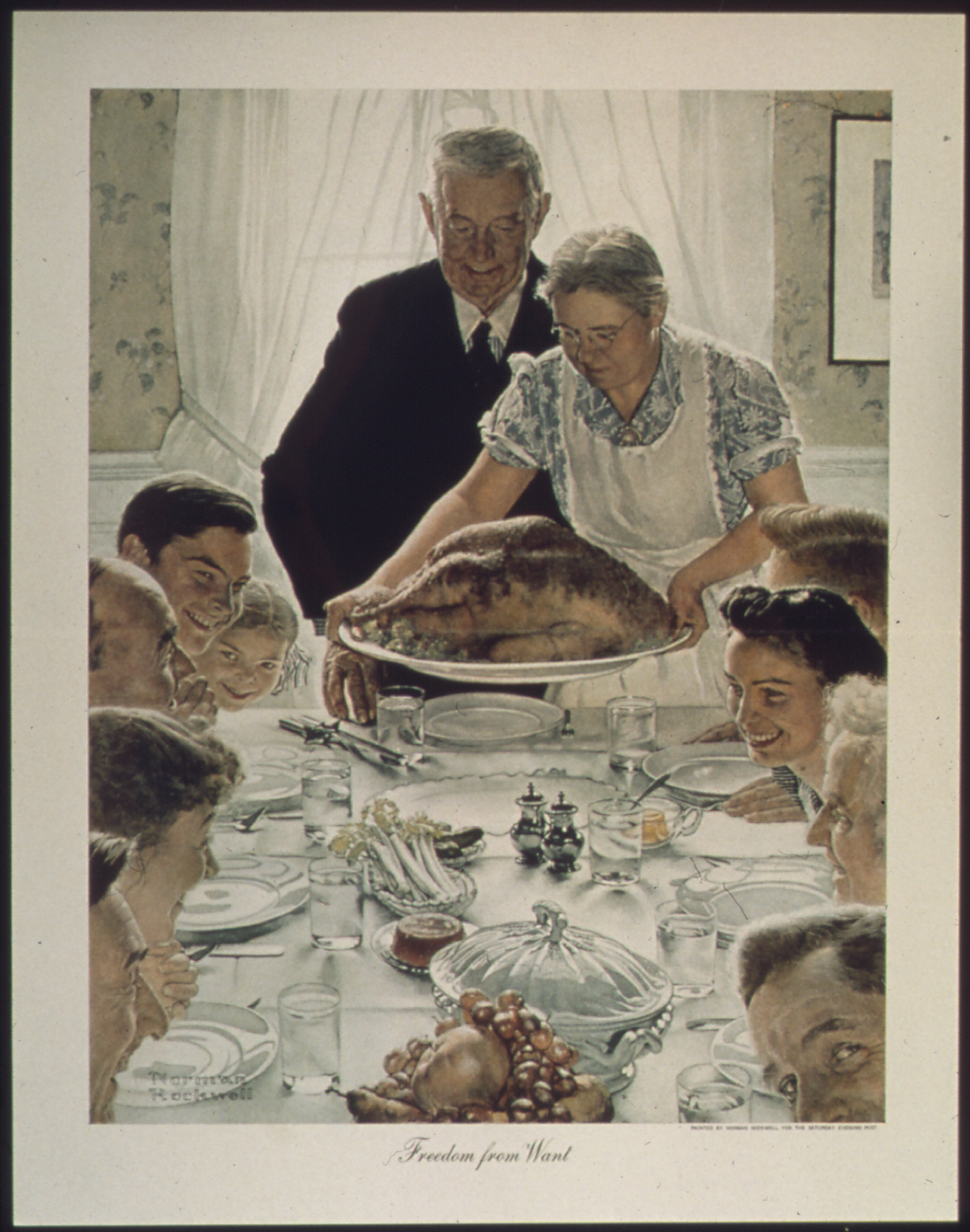
Bức tranh Tự do khỏi nghèo khó (1943) do họa sĩ Norman Rockwell sáng tác.

Quyền có mức sống đầy đủ là một quyền cơ bản của con người. Nó là một phần của Tuyên ngôn Thế giới về Nhân quyền được Đại hội đồng Liên Hợp Quốc chấp thuận vào ngày 10 tháng 12 năm 1948.
Ai cũng có quyền được hưởng một mức sống khả quan về phương diện sức khỏe và an lạc cho bản thân và gia đình kể cả thức ăn, quần áo, nhà ở, y tế và những dịch vụ cần thiết; ai cũng có quyền được hưởng an sinh xã hội trong trường hợp thất nghiệp, đau ốm, tật nguyền, góa bụa, già yếu, hay thiếu phương kế sinh nhai do những hoàn cảnh ngoài ý muốn.— Điều 25.1 của Tuyên ngôn Thế giới về Nhân quyền

Hơn nữa, nó còn được ghi vào trong điều 11 của Công ước Quốc tế về các Quyền Kinh tế, Xã hội và Văn hóa của Liên Hợp Quốc.
Tiền thân của quyền này, mang tên là "Tự do khỏi nghèo khó", là một trong bốn quyền tự do mà Tổng thống Hoa Kỳ Franklin D. Roosevelt đã phát biểu tại buổi diễn thuyết Tình hình Liên bang của ông vào ngày 6 tháng 1 năm 1941. Theo Roosevelt, đó là một quyền mà mọi con người khắp nơi trên thế giới này nên được hưởng. Roosevelt mô tả quyền thứ ba này như sau:
The third is freedom from want which, translated into world terms, means economic understandings which will secure to every nation a healthy peacetime life for its inhabitants, everywhere in the world.— Tổng thống Franklin D. Roosevelt, ngày 6 tháng 1 năm 1941.

Bản dịch tiếng Việt:
Thứ ba là tự do khỏi nghèo khó, mà dịch ra ngôn ngữ phổ thông thì có nghĩa là quan hệ hòa hợp về kinh tế nhằm bảo đảm cho cư dân mọi quốc gia có được cuộc sống khỏe mạnh và bình yên – ở khắp mọi nơi trên thế giới.